# 日和山 (鳥羽市)
日和山（ひよりやま）は、三重県鳥羽市にある山。鳥羽三山の1つで、山からの眺望は江戸時代より「眼下の浦々島々は庭中の泉水取得るごとく佳景の書中にあるごとし」と讃えられた。鳥羽港（鳥羽湾）を一望することができる。山名は、船頭が天候を日和見するために登ったことから名付けられた。

## 概要
鳥羽市の玄関口である鳥羽駅・鳥羽港の西に位置し、鳥羽市の歴史上、交通・通信・観光の分野で幾度となく登場する山である。後述する日和山エレベーターのあった頃は観光名所であったが、現在は寂れてしまっている。山頂には日和山展望台・日和山方位石・幸せの鐘・無線電話発祥記念碑がある。
鳥羽市内には、この日和山以外にも、小浜町に大日和山（標高：97.6m）がある。

## 歴史

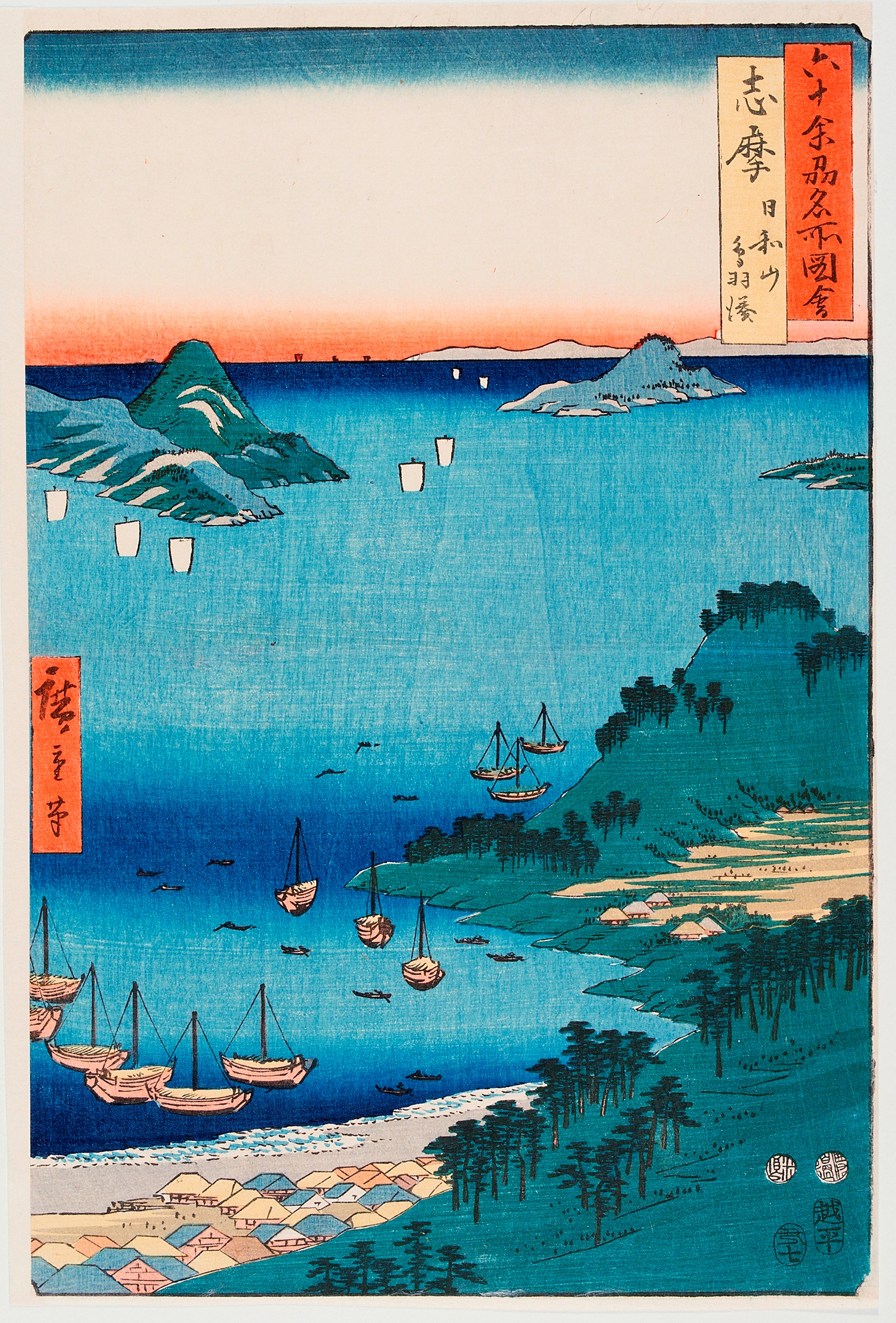
日和山と鳥羽湊を描いた浮世絵（歌川広重画）

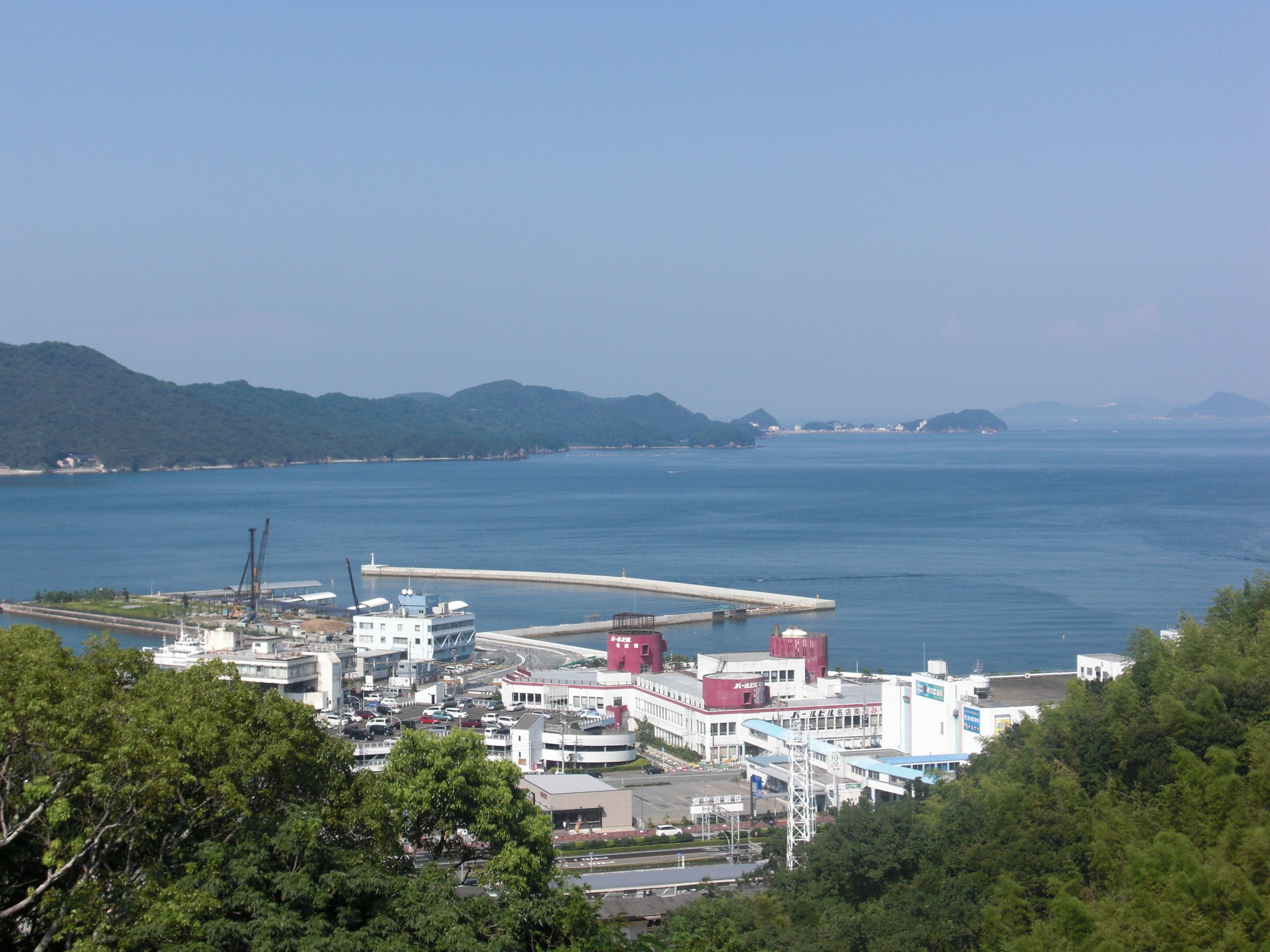
日和山からの眺望

江戸時代、大坂や西国から関東へ向かう廻船は、志摩国の港を出ると伊豆国・下田まで避難港がなかったため、志摩の諸港に必ず寄港し、薪や水を調達し天候を見定めたという。中でも鳥羽港は、文政年間の作とされる『国々港くらべ』という港の番付表で関脇に位置付けられ、佐藤信淵は『鳥羽領経緯記』で「鳥羽港は日本総国に於て実に海路の要枢なり」と記述した。鳥羽港に隣接する日和山には、1822年（文政5年）に日和山方位石が摂州灘樽船中の寄進された。当時の日和山山頂には海越松または天神松と呼ばれたマツの木と一亭があり、磁石が常設されていた。山麓は船宿街となっていた。
明治時代には海上交通の整備や参宮線の鳥羽延伸（1911年（明治44年））があり、鳥羽を訪れる遊覧客が増加した。そこで、1890年（明治23年）に鳥羽八景が選定され、「日和山夕照」が選ばれた。翌1891年（明治24年）には時の皇太子（後の大正天皇）が軍艦「浪速号」で鳥羽を訪れた際、8月20日の帰還に先立って日和山を遊覧した。1912年（明治45年）3月には山に鳥羽導灯が建設された。鳥羽導灯は、菅島灯台・神島灯台と合わせて航行に重要な役割を果たしたもので、日本に50ある導灯のうち2番目に古いものである。鳥羽尋常高等小学校の『郷土誌上』によると、鳥羽導灯は高灯と低灯の2つあり、高灯は鋳鉄製でアセチレンガスを灯源とし、低灯は練鉄製でアセトンを用いた。着守人のいた高灯よりも自動で明滅する低灯の方が光達距離が長かったという。この導灯は2010年（平成22年）現在も現役で使用され、2灯が上下に一直線に並んで見えるように船舶を進めると暗礁に乗り上げることなく鳥羽港に入港できる。
1952年（昭和27年）鳥羽十景に「日和山の惜春」として選定されている。1961年（昭和36年）12月5日、「無線電話発祥記念碑」除幕式が開かれる。1969年（昭和44年）11月21日、日和山方位石が鳥羽市指定有形民俗文化財となる。この方位石は株式会社御木本真珠島の私有物である。

## 日和山エレベーター
日和山エレベーター（ひよりやまエレベーター）は、三重県鳥羽市にかつて存在した観光用のエレベーター及びその運営を行っていた株式会社。1933年（昭和8年）2月26日に日和山エレベーター株式会社が設立され、翌1934年（昭和9年）7月にエレベーターが完成した。麓の鳥羽駅前と日和山山頂を連絡するもので、51mの高さがあった。当時の料金は片道5銭だった。建設された当時は鳥羽を訪れる観光客が増え始めた頃に当たり、鳥羽の観光の幕開けとも言える存在であった。1943年（昭和18年）10月7日から太平洋戦争に伴う電力消費規制により運転を休止、1947年（昭和22年）3月1日に営業を再開した。
鳥羽を訪れる観光客をはじめ、地元の子ども達の遠足スポットとして親しまれたが、1974年（昭和49年）1月6日に鳥羽駅で起きた火災でエレベーターも焼失してしまう。以後営業休止の形をとったが、その後再建されることなく1982年（昭和57年）9月30日に解体、撤去された。

## 無線電話発祥記念碑

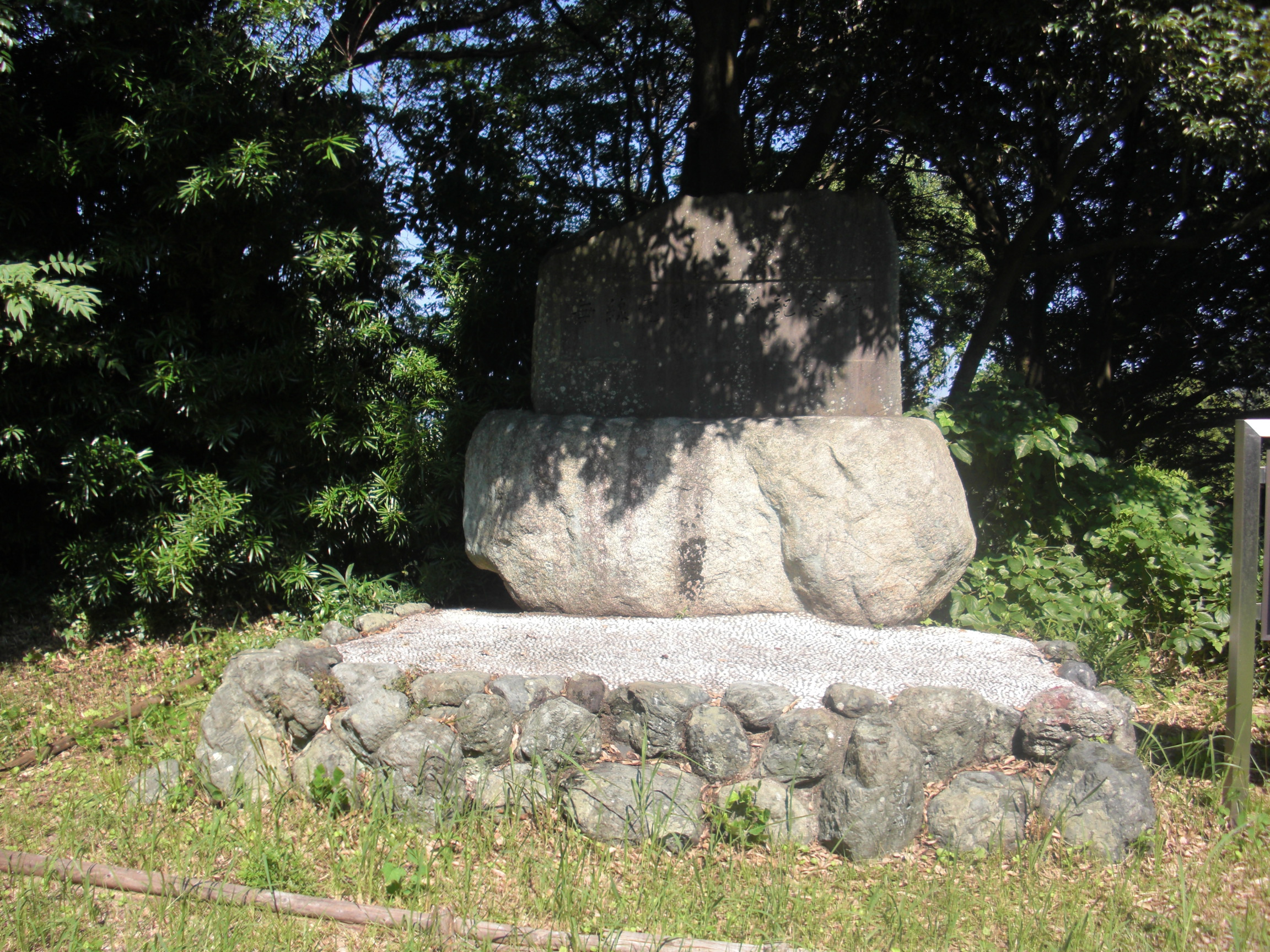
無線電話発祥記念碑

日本における電話の発祥は、1890年（明治23年）のことであるが、三重県で電話交換が始まったのは10年後の1900年（明治33年）であった。電話が鳥羽で開通するのは更に遅れて1910年（明治43年）のことである。電話の開通は遅かった鳥羽であるが、無線電話は世界で初めて実用化され、日和山に「無線電話発祥記念碑」が建てられている。
伊勢湾口に位置する神島へは、湾奥の名古屋港や四日市港に入る船舶の正確な入港時間を把握するために伊良湖水道を通過したという情報を送信する海底電信施設の建設が逓信省に申請された。同じ頃、同省電気試験所（産業技術総合研究所の前身）では鳥潟右一・横山英太郎・北村政治郎がTYK式無線電話を1912年（明治45年）3月に考案し、実用化に向けた研究が進められていた。更に、答志島でも海底電信の建設計画が出されていたものの実現は難しい状況だった。
そこで、海底電信施設よりも低コストのTYK式無線電話をここで実用化するよう逓信省に再申請がなされた。こうして1914年（大正3年）11月7日にTYK式無線電話鳥羽局が開局、12月16日から鳥羽〜答志〜神島間で試験が開始された。試験に必要な経費はすべて地元負担という条件で許可されたため、神島駐在（神島灯台官舎）は愛知県、鳥羽駐在（日和山の鳥羽導灯官舎）は三重県、答志島駐在（村役場）は答志村が設備費から職員の給料まで支払った。試験運用方法は、神島灯台を通過する船舶が手旗信号で船名・行き先を送り、神島灯台から無線電話で船名・行き先・通過時刻を鳥羽導灯へ送信、鳥羽導灯が鳥羽郵便局へ有線電話で連絡、鳥羽郵便局が電報で名古屋・四日市の商業会議所や船会社に通知する、というものだった。試験結果は良好であったため、1916年（大正5年）4月1日より逓信省直轄事業に移行した。この無線電話実用化は入港時間の把握と、答志の漁獲物取引に役立った。
1956年（昭和31年）11月30日に鳥羽〜答志電話線が新設されたのに伴い、無線電話は廃止となり、1961年（昭和36年）12月5日に日和山で無線電話発祥記念碑の除幕式が挙行された。
2014年（平成26年）12月21日 - 22日に世界初の無線電話運用開始100周年を記念してTYK無線電話開通100周年記念展示会が鳥羽市立図書館において開催された。この展示会で当時の無線電話に関する資料と共にTYK無線機（レプリカ）が展示された。収集された展示資料は東海無線会・無線史研究会によって取り纏められ「世界初の無線電話（鳥羽～答志島・神島間TYK無線方式）運用開始100周年記念誌」として発刊された。

## 登山口
JR参宮線及び近鉄鳥羽線・志摩線の鳥羽駅（JR側出口）付近と賀多神社右脇の2か所登山口がある。いずれから登っても10〜15分程度で山頂に到達できる。